# Bernard Thomas
Pour les articles homonymes, voir Thomas.
Bernard Thomas, né le 25 octobre 1936 à Paris et mort le 12 janvier 2012 à Questembert est un journaliste, critique de théâtre, chroniqueur et écrivain français, auteur de divers romans et essais.

## Parcours journalistique
Il est membre du groupe fondateur du Magazine littéraire en 1966, et, aux côtés de Jean-Edern Hallier, de celui de L'Idiot international en 1970.
Il entre au Canard enchaîné en 1974. Il a sa propre chronique Ça n'arrive qu'aux autres, où se trouvent décrites les situations concrètes de gens aux prises avec les institutions. En 1976, il devient, sans être averti, corédacteur en chef, chargé de la partie culturelle du journal.
À partir de 1991 il est critique pour l'émission de radio Le Masque et la Plume, sur la station France Inter, où il est présenté par la formule : « Bernard Thomas, du Canard enchaîné et de sa Bretagne natale ».

## Œuvre

### Récits
- La Bande à Bonnot, Tchou, 1968.
- Jacob dit le Voleur, Tchou, 1970.
- La Belle Epoque de la bande à Bonnot, Fayard, 1989.
- Les vies d’Alexandre Jacob, Mazarine, 1998. Réédition 2006.
- Lucio l'irreductible, (avec la collaboration d'Isabelle Villemont) Flammarion, 2000.
- Le voyage de Yann, éditions Jean-Claude Lattès, Paris, 2008, 249 p.,  (ISBN 978-2-7096-2996-6), (BNF 41308830).

### Romans
- Agnès Van Parys et Bernard Thomas, Les Atomistes (d'après le roman-feuilleton télévisé de A. Van Parys, L. Keigel, M. Levine et B. Thomas), éditions Denoël, Paris, 1968, 219 p., (BNF 33207478).
- La Croisade des enfants, Fayard, 1973 (sept éditions différentes, France Loisirs, Presses Pocket, le Cercle du nouveau livre, Jules Tallandier etc.).
- Aurore ou la Génération perdue, éditions Balland, Paris, 1984, 437 p.,  (ISBN 2-7158-0456-3), (BNF 34744005).
- La Vie engloutie : roman, éditions Flammarion, Paris, 1989, 176 p.,  (ISBN 2-08-066268-6), (BNF 34998297).
- Le Champ de la Butte Noire : roman, éditions Bernard Grasset, Paris, 1994, 221 p.,  (ISBN 2-246-49921-6), (BNF 35707872).

### Pamphlets
- Lettre ouverte aux écolos qui nous pompent l'air, éditions Albin Michel, coll. « Lettre ouverte », Paris, 1992, 180 p.,  (ISBN 2-226-05898-2), (BNF 35511608).

### Essais et documents
- Jacques Bergier et Bernard Thomas, La Guerre secrète du pétrole, éditions Denoël, Paris, 1968 (première édition), 237 p., (BNF 33191865).
- Réédition au format de poche, augmentée d'une postface de 1971 : éditions J'ai lu, coll. « J'ai lu. L'Aventure aujourd'hui » no A259, Paris, 1971, 320 p., (BNF 35150716).
- Le Pétrole, clé du monde moderne, éditions Culture, art, loisirs (CAL), coll. « Bibliothèque de culture historique. Histoire du XXe siècle », Paris, 1969, 288 p., (BNF 35167602).
- Les Provocations policières, Quand la politique devient un roman policier, éditions Fayard, coll. « Grands documents contemporains », Paris, 1972, 508 p., (BNF 35303203).

### Théâtre
- Azev ou le Tsar de la nuit, Grasset, 1995 (Créé au Théâtre national de Chaillot en décembre 1995).
- Demain la belle, 2006 (Créé à l'Opéra Comique, mise scène Jérôme Savary).

### Divers
- Ni Dieu ni maître  (recueil de citations), Tchou, 1969, 2008.
- Romancero anarchiste (autour du peintre naïf Italien Flavio Costantini) Losfeld, 1973.
- May la réfractaire  (préfaces des deux éditions), Atelier Marcel Jullian, 1979 et Editions Trafic, 1992.
- Kanas (préface), Balland, 1985.

Espace marin (autour de René Quéré), 1989.
- Shakespeare et le portrait de Prospero d’André Suarès (préface), François Bourin, 1990.
- Ca n’arrive qu’aux Autres 1974 – 1986, Éditions du Rocher, 1999.
- Morvan Lebesque (préface), Editions Coop Breizh, 2007.

### Télévision
- La croisade des enfants, Serge Moati, 1987 (Sept d'Or, 1990 ).
- Le quincaillier amoureux, Jean Marbœuf, 1995.